# Oscar Huldschinsky
Oscar Huldschinsky (16. listopadu 1846, Vratislav – 21. září 1931, Berlín) byl německý podnikatel v oblasti uhlí a oceli, sběratel umění.

## Rodina
Oscar se narodil do rodiny Salamona a Mathildy Huldschinských. Otec byl spolumajitelem válcovny trubek „Hahn & Huldschinsky" založené v roce 1867 v Gliwicích. V roce 1873 se firma účastnila světové výstavy ve Vídni.
Dne 18. srpna 1889 se v Berlíně narodil manželce Oscara Huldschinského Idě Brandeis-Weikersheim syn Paul Oscar.

## Podnikatel
Po odchodu Alberta Hahna ze společnosti založil Salomon Huldschisky se svými syny a synovcem dne 26. září 1873 firmu S. Huldschinsky & Söhne, která byla zaregistrována v obchodním rejstříku pod číslem 4635. Sídlo firmy bylo v Gliwicích na Köpnickerstrasse 70a. Společníci firmy:
- Salomon Huldschinsky v Berlíně
- Edwin Elias Huldschinsky v Gleiwitz
- Oscar Huldschinsky v Berlíně.

Železárna S. Huldschinsky & Söhne vyráběla litinové roury a litinové armatury. Později začala firma vyrábět i parní kotle, systému J.G. Schmidt (císařský patentový úřad No. 609), které inovovala.
Dne 19. ledna 1893 bylo v německém rejstříku společností změněno sídlo společnosti S. Huldschinsky & Söhne. Sídlem společnosti se stal Berlín a podnik v Gliwicích se transformoval na pobočku. Společnost vlastnil a vedl Oscar Richard Huldschinsky.
Dne 14. března 1893 byl u c. k. Zemského jako Obchodního soudu v Opavě zapsána do Obchodního rejstříku pobočka firmy S. Huldschinsky & Söhne, registrovaná u berlínského Královského pruského okresního soudu I. Pobočkou firmy S. Huldschinsky & Söhne byl závod válcoven trub ve Svinově.
V prosinci 1894 začala transformace firmy S.Huldschinsky & Sohne na akciovou společnost Huldschinskysche Hüttenwerke Aktiengesellschaft:
- 2. března 1895 byla zaregistrována s akciovým kapitálem 3 miliony marek
- 30. března 1896 byl navýšen kapitál na 5 milionů marek, který umožnil vyplacení Oscara Huldschinského
- 17. března 1898 byl navýšen kapitál na 20 milionů marek, aby byl umožněn odkup železáren v Sosnowci

Vzhledem k tomu, že akciová společnost, jejíž předseda byl Oscar Huldschinsky, koupila podnik od Oscara Huldschinského, objevily se názory, že management a správní rada nejednala v zájmu akcionářů.
Provozovny v Gliwicích byly od doby, kdy je společnost převzala, výrazně rozšířeny. Původně se skládaly z ocelárny se dvěma Martinovými pecemi a z továrny na trubky s veškerým zázemím pro výrobu natupo a patentově svařovaných trubek a tvarovek (trubkových spojů). Od té doby přibyla pudlovna a dva Bessemerovy konventory, které umožnily v kombinaci s pecemi Martin realizaci tzv. kombinovaného procesu, který byl v Horním Slezsku novinkou.
V roce 1900 označila firma informace o dovozu amerického surového železa za nepodložené. Ve svazu hornoslezských válcoven byly bez vlastní výroby železa pouze Huldschinského válcovny a Bismarckhütte. V Gliwicích byla vybudována továrna na výrobu bandáží (obručí) kol, dvojkolí, náprav a velkých výkovků.
Na konci roku 1904 byly zveřejněny informace o fúzi Huldschinsky’sche Hüttenwerke, A.G. a Oberschlesische Eisenbahn Bedarfs, A.G. (Hornoslezké železniční potřeby), zkratka Oberbedarfs. Fúze zajistila dodávky uhlí a plávkového železa z vysokých pecí Friedenshütte z Oberbedarfs pro Huldschinského železárny. Vkladem Huldschinských železáren byly akcie Sosnowických železáren, které měly upevnit pozice Oberschlesische Eisenbahn Bedarfs na ruském trhu. Objevily se i informace o rozdělení výroby: výroba bram, jakož i výroba nosníků a železa byla přidělena Friedenshütte; válcovna trubkových pásů popř. univerzální válcovací trať na válcování trubek, kolovou a nápravovou trať měla provozovat firma Huldschinsky.
Oscar Huldschinsky odstoupil z vedení společnosti z důvodu sloučení Huldschinsky Hüttenwerke s Oberschlesische Eisenbahnbedarf - Aktiengesellschaft.

## Podnikání v okupovaném Polsku
V červenci 1879 německá říše poprvé přijala zvýšené celní sazby, které byly v prosinci 1887 opět drasticky zvýšeny. Reakcí Ruska vznikla celní válka mezi Ruskem a Německem, která se dotkla i zájmů německých průmyslníků ve Slezsku, kteří své zboží dlouhodobě vyváželi do Kongresového království a Ruska. Rozhodnutí přestěhovat se přes rusko-německou hranici, aby se vyhnuli ničivým clům a zachovali si tak výrobu a zisky plynoucí z této činnosti bylo ekonomickou nutností. V roce 1880 zakoupila Oscar und Samuel Huldschinsky Hütten Werke Gleiwitz pozemky v Sosnowci. Ten ležel v tzv. Kongresovém Polsku, které bylo podřízeno Ruskému impériu. V roce 1881 založila rodina Huldschinských firmu Huldschinsky'sche Hüttenwerke, A.G., Röhrenwalzwerk Sosnowiec a postavila válcovnu trubek v Sosnowci. Výrobou „v Rusku" těsně u Trojmezí tří císařů byla firma zbavena povinnosti platit dovozní cla. V roce 1897 se podnik v Sosnowci transformoval na „Towarzystwo Akcyjne Sosnowieckich Fabryk Rur i Żelaza" (Akciová společnost sosnowieckých rouroven a železáren). Hlavními akcionáři byl Oscar Huldschinsky a jeho bratranec Edwin. Oscar Huldschinsky se stal prezidentem správní rady.
V Sosnowci se firmě nepodařilo koupit další pozemky potřebné pro rozvoj železáren, a proto v roce 1899 koupila spolu se společností Oberslesische Eisenbahn- Bedarfs A.G. pozemky v Zawiercie a začala s budováním vlečky a vysoké pece. V letech 1903-04 byly postaveny válcovny - střední a malá produkující kolejnice, úhelníky a ploché tyče. V roce 1908 byl zakoupen ve Švédsku patent na výrobu svařovaných trubek. Výrobky ze Zawiercie byly zasílány na východní trhy – ruský, čínský, mandžuský a japonský.
Firma se rozrostla: vznikly Martinovy pece, pece pro výrobu plynových a kotlových trubek, oddělení výroby spojovacího materiálu, slévárna, galvanovna, válcovna plechů a bezešvých trubek a tahárna. Na počátku 20. století měla továrna téměř 2000 zaměstnanců. Základní kapitál byl zvýšen po třech letech ze 3 milionů na 6 milionů rublů.
Akcionářům z Oberbedarfs bylo při fúzi zdůrazňováno, že železárny v Zawierze vyrábějí kvalitní svářkovou ocel.
Před 1. světovou válkou společnost využila příznivého vývoje ekonomiky v Rusku a výhodně prodala většinu akcií. Po vypuknutí 1. světové války Němci závod odstavili; stroje a zařízení zabavili a odvezli do Německa. Na konci roku 1915 zde pracovalo pouze 318 dělníků.

## Atentáty, aféry, nepokoje a nehody
V roce 1904 byl v Zawiercie spáchán atentát na vedoucího železáren Manweho. Po útoku dynamitem měl Manwe roztříštěnou nohu a utrpěl rozsáhlé popáleniny. Krátce předtím horník v Dąbrowe Górnicze vypálil tři rány na inženýra Livlanda, ale nezasáhl ho. V obou případech byli útočníci identifikováni a zatčeni.
V roce 1905 chtělo 2 tisíce dělníků z Dombrovy (Dąbrowa Górnicza) zastavit práci dělníků v Sosnowci. Pochod dělníků zastavila až armáda v místní části Sielec. V roce 1908 byl proveden pokus o atentát na staršího inženýra Brendela ze sosnowieckých Huldschinských závodů. Brendel byl těžce zraněn na hlavě a krku výstřely z revolveru.
V roce 1906 utekl ze Sosnowce do Katowic generální ředitel Preiss se svou rodinou, protože nad ním vynesli revolucionáři rozsudek smrti. Vedení bylo také přestěhováno. Podnik hlídalo 800 kozáků.
V roce 1912 byl proveden atentát na ředitele závodu v Sosnowci Gerhardta von Huldschinsky. Ředitel přežil, ale výbuch způsobil velkou zkázu jeho domu. Pachatelem byl propuštěný dělník.
V roce 1912 byli zatčeni pro podezření ze špionáže vedoucí nákupní kanceláře Huldschinského závodu v Sosnowci a jeho manželka a také inženýr kotelen firmy Fitzner & Gampel. Ruské úřady odmítly poskytnout jakékoli informace. Před zatčením došlo k odhalení sítě ruských špionů v blízké Wrocławi.
V roce 1913 došlo k výbuchu parního kotle. Devět dělníku bylo usmrceno, část dělníků měla vážná zranění, část dělníků zranění lehčí. Několik objektů železáren bylo zničeno.

## Podnikání v Rakousku–Uhersku
Společnost koupila pozemky ve Svinově, na kterých zahájila výstavbu válcovny bezešvých trub.
Dne 11. listopadu 1892 dopoledne se konstrukce střechy, kterou montovala firma Elbertzhägen a Glassner z Moravské Ostravy, zřítila a strhla lešení s dělníky. Na lešení se nalézalo asi 20 dělníků, kteří byli konstrukcí střechy zasypáni. Došlo k usmrcení jedné osoby, k těžkému zranění tří osob a lehkému zranění jedenácti osob. Telegraficky povolaný železniční lékař z Vítkovic poskytl poraněným první pomoci, načež byli dopraveni do hutní nemocnice ve Vítkovicích. Havárie měla soudní dohru u okresního soudu v Opavě. Dvě osoby byli obžalovány z nedbalosti, ale soudu se nepodařilo prokázat jejich vinu.
V rámci výstavby válcovny trub ve Svinově byla postavena obytná kolonie sestávající z obytných domů a vily49°49′15,04″ s. š., 18°12′20,44″ v. d. pro potřeby ředitele. Soubor domů a vily obytné kolonie tažíren trub byl prohlášen dne 19. května 2008 za kulturní památku rejstříkové číslo ÚSKP 103000, katalogové číslo 1175846965.
Příchod techniků a kvalifikovaných dělníků z Pruska přiměl Oscara Huldschinského postavit ve Svinově školu s německým vyučovacím jazykem. Na to reagovaly české národovecké kruhy, které měly obavu z germanizace. Obavy vyvolával také větší vliv německého obyvatelstva, které mělo velkou účast ve volbách do obecního výboru.
Dne 7. června 1893 se objevily spekulace o výstavbě 15 pudlovacích pecí ve Svinově.
Dne 14. srpna 1895 se objevily spekulace o zamýšlené výstavbě železáren S. Huldschinsky & Söhne společně s Guidem Henckel von Donnersmarck resp. Donnersmarckhütte, Eisen- und Kohlwerke AG ze Zabrze. V souvislosti s tím měly být vydány Donnersmarckhütte 3% dluhopisy. Huldschinského válcovna trub byla závislá na dodávkách surového železa z nedalekých Vítkovických železáren, které využívaly situaci i s ohledem na to, že část výrobků Huldschinského železáren konkurovala jejich produktům. V úvahách o umístění železáren zazněla i lokalita ve středu karvinské uhelné pánve. Nakonec byl vybrán Bohumín z důvodu blízkosti Severní dráhy císaře Ferdinanda a Košicko-bohumínské dráhy. V prosinci téhož roku opět referoval tisk o výstavbě železáren v Bohumíně, pro kterou již byly zakoupeny pozemky. Jen o pár dní později byla zpráva dementována s tím, že hornoslezské společnosti po jednání s Anglobankou, která vlastnila uherské železárny Hernadthaler Eisen-Industrie-Gesellschaft (Pohornádský železářský průmysl, a. s.) od výstavby železáren v Bohumíně ustoupily. Projekt Anglobanky stavěl na blízkých železnorudných dolech a stávajících vysokých pecích ve městě Krompachy. Záměr (skutečný nebo předstíraný) hornoslezských společností postavit železárny v Bohumíně byl proti zájmům Anglobanky. Výsledkem jednání byl kapitálový vstup do Pohornádského železářského průmyslu, kterému získaný kapitál umožnil okamžitou výstavbu nových válcoven. Součástí dohody bylo i zásobování slezských hutí železnou rudou a odběr slezského uhlí a koksu. Krompachy leží v blízkosti Košicko-bohumínské dráhy, a tak „výměna" surovin byla snadno proveditelná. Akcionáři varovali na valné hromadě před optimismem. Byli však umlčeni informací, že ředitel Sczole z Huldschinského ocelárny v Gliwicících se přestěhoval se do města Krompachy a vykonává tam práci poradce firmy Hernadthaler Eisen Industrie. Po zahájení výroby se ukázalo, že místní železné rudy nejsou vhodné a Huldschinský ze společnosti odstoupil.
Pohornádská železářská akciová společnost koupila dokonce válcovnu ve Svinově, ale přecenila své finanční možnosti a musela válcovny prodat zpět původním vlastníkům, tj. S.Huldschinsky & Sohne und der Donnersmarkhütte. Po zpětném převzetí železáren si majitelé požádali o registraci v Rakousku a zřídili firmu "Röhrenwalzwerk Schönbrunn Actiengesellschaft" se sídlem ve Svinově (Schönbrunn) a pobočkou ve Vídni.
Situace svinovské válcovny trub (Röhrenwalzwerk Schönbrunn, A. G.) v roce 1900: Kapitál 2 100 000 korun v 10 500 akciích po 200 korunách. Předseda správní rady Oscar Huldschinsky; technický ředitel (Svinov) Geisler Ad.; obchodní ředitel (Vídeň) Skali Dětřich.
V lednu 1905 bylo vydáno prohlášení, že válcovna trub ve Svinově není ovlivněna fúzí s Oberschlesische Eisenbahn Bedarf a bude nadále fungovat. V březnu roku 1905 byla rourovna ve Svinově prodána firmě Mannesmann.
Huldschinsky podal žádost o koupi pozemků v Přívoze pro výstavbu továrny. Součástí žádosti byl i požadavek opce (práva prodeje) na další pozemky. Magistrátní úředníci zohlednili bonitu pozemků a cenu navrhovanou Huldschinským upravili a dále stanovili termín, kdy dojde k podepsání smlouvy. Opci na další pozemky odmítli. Huldschinský požádal o prodloužení lhůty o několik týdnů, aby společnost mohla učinit definitivní rozhodnutí o koupi obecních pozemků.

## Sběratel umění
Oscar Huldschinsky byl sběratel umění. V roce 1906 koupil za 425 000 marek Raffaelův portrét Giuliana de Medici, bratra papeže Lva X. Do jeho sbírky se dostaly obrazy i od knížete Jana. II. z Lichtenštejna. Vybudoval sbírku, která mimo hodnotných obrazů obsahovala i vlastní bustu od akademického sochaře Panholzera. Jeho finanční situace (majetek se před 1. světovou válkou odhadoval na 30 milionů marek) mu umožnila darovat několik obrazů Muzeu císaře Friedricha. V žebříčku nejbohatších osob před 1. světovou válkou v Německu byl Oscar Huldschinsky na 20. místě.
Sbírka vznikla už v Gliwicích, její součástí byly i obrazy, kterými uhradil dluh věřitel. Wilhelm von Bode byl kritický k některým obrazům, a zasloužil se o povznesení sbírky na vyšší úroveň. V roce 1928 Wilhelm von Bode sdělil, že v roce 1907 objevil obraz, který namaloval Gerard ter Borch. Po slibu Huldschinského, že obraz odkáže muzeu, pomohl Huldschinskému obraz zakoupit. Po letech Huldschisky začal svou sbírku obrazů rozprodávat. Raffaelův obraz chtěl poslat na aukci do USA. Úřady však vývoz obrazů z Německa zakázaly a Huldschinsky začal vlastenecky prohlašovat, že nedopustí, aby cenná díla opustila Německo. Wilhelm von Bode nedostal zaplaceno za vypracování katalogu Huldschinského sbírky, což považoval za nehorázné, když Huldschinsky měl majetek 10 milionů marek. Huldschinského majetek utrpěl tím, že část jeho podniků zůstala na území suverénního Polska.
Dne 10. května 1928 byla uspořádána ve velkém mramorovém sále hotelu Esplanade aukce sbírky Oscara Huldschinského. Byla to mimořádná událost, které se účastnilo více než tisíc lidí: ředitelé muzeí a obrazáren celého světa, významní obchodníci s uměním a soukromí sběratelé. První den aukce se vydražilo 107 děl za 4 miliony marek.